# Mordella holomelaena
Mordella holomelaena es una especie de coleóptero de la familia Mordellidae. Fue descrita científicamente por Viktor Apfelbeck en 1914.

## Subespecies
- Mordella holomelaena holomelaena Apfelbeck, 1914
- Mordella holomelaena sibirica Apfelbeck, 1914

## Distribución geográfica
La subespecie Mordella holomelaena holomelaena habita en Europa, mientras que Mordella holomelaena sibirica es nativa de Mongolia.